# Alexander Armstrong
Vous pouvez aider à l'améliorer ou bien discuter des problèmes sur sa page de discussion.
- Il ne cite pas suffisamment ses sources. Vous pouvez indiquer les passages à sourcer avec {{référence nécessaire}} ou {{Référence souhaitée}}, et inclure les références utiles en les liant aux notes de bas de page. (Marqué depuis avril 2024)
- Certaines informations devraient être mieux reliées aux sources mentionnées dans la bibliographie ou les liens externes. Améliorez sa vérifiabilité en les associant par des références. (Marqué depuis avril 2024)

- Archive Wikiwix
- Bing
- Cairn
- DuckDuckGo
- E. Universalis
- Gallica
- Google
- G. Books
- G. News
- G. Scholar
- Persée
- Qwant
- (zh) Baidu
- (ru) Yandex
- (wd) trouver des œuvres sur Wikidata

Alexander Armstrong, parfois crédité sous le pseudonyme Xander Armstrong, est un acteur et un présentateur de télévision britannique, né le 2 mars 1970 à Rothbury, dans le Northumberland.

## Biographie
Il forme à 22 ans un duo comique avec Ben Miller à l'université.
Acteur dans de nombreux shows comiques, il forme à la télévision un duo avec Ben Miller entre 1997 et 2001 dans un show simplement intitulé Armstrong & Miller. Habitué à la comédie, il apparaît dans de nombreuses sitcoms à la télévision anglaise comme Beast ou Christmas Pantomime.
En 2004, il coanime l'émission comique Best of the Worst sur Channel 4, et apparaît couramment dans des émissions comiques comme Have I Got News for You, When Were We Funniest? et Pointless.
En parallèle de sa carrière de présentateur, il a tenu de nombreux rôles dans des téléfilms ou séries télévisées comme Saxondale (en), The Trial of Tony Blair (en), Hotel Babylon. De 2007 à 2011, il double la voix de Mr Smith l'ordinateur de Sarah Jane Smith dans les séries The Sarah Jane Adventures et Doctor Who. Il a également fait quelques apparitions au cinéma.

## Filmographie

### Cinéma
- 1999 : Guns 1748 : Winterburn
- 2001 : Nadia : Robert Moseley
- 2005 : Match Point : Mr. Townsend
- 2006 : Scoop : un policier

### Télévision
- 2005 : Miss Marple : Inspecteur Dermot Craddock (ép. 1.04 : Un Meurtre sera commis le...)
- 2006 : Saxondale (en) (série télévisée) : Jerome Wilson
- 2007 : The Trial of Tony Blair (en) (téléfilm) : David Cameron
- 2007 : Hôtel Babylon (série télévisée ; un épisode) : Aiden Spencer
- 2011 : Doctor Who (série télévisée ; un épisode) : Reg Arwell

### Doublage
- 1998-2000 : Stressed Eric (série d'animation)
- 1999 : Les Gros Chevaliers (série d'animation) : narrateur
- 2007-2011 : The Sarah Jane Adventures (série télévisée) : Mr Smith
- 2008 : Doctor Who (série télévisée ; deux épisodes) : Mr Smith
- 2012-2013 : Tooned (en) (série d'animation) : Professeur M
- 2014 : Hé, Oua-Oua (série d'animation) : narrateur